# Chrysomya greenbergi
Chrysomya greenbergi är en tvåvingeart som beskrevs av Wells och Hiromu Kurahashi 1996. Chrysomya greenbergi ingår i släktet Chrysomya och familjen spyflugor. Inga underarter finns listade i Catalogue of Life.